# 俊徳街道・十三街道

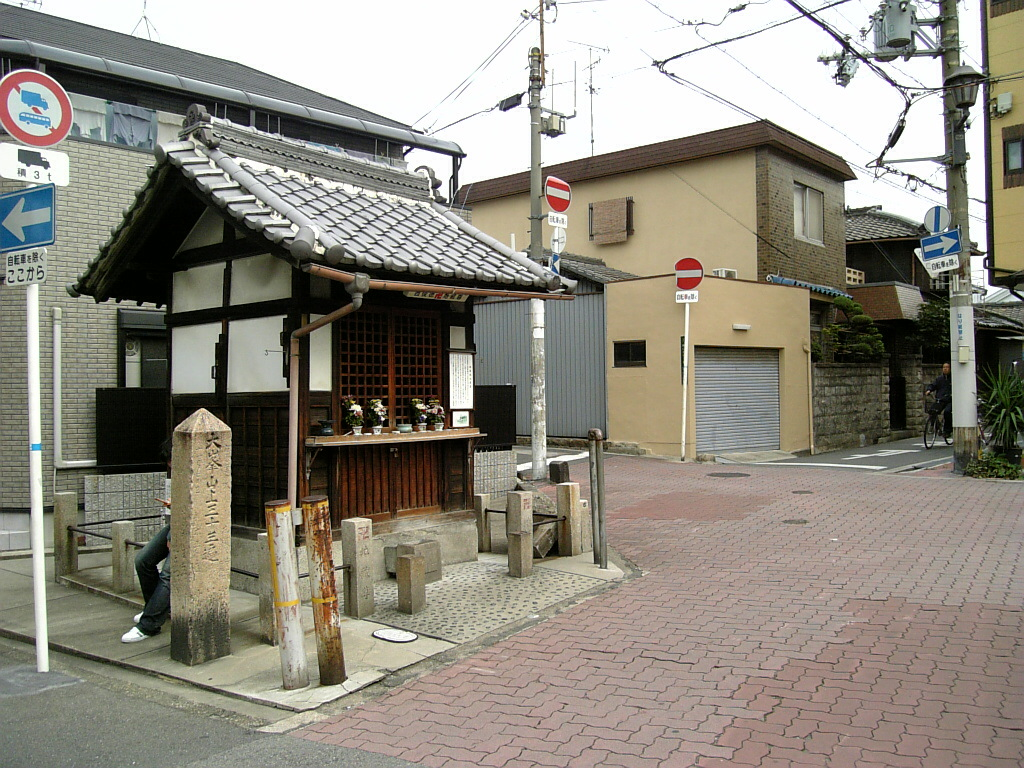
西俊徳地蔵（大阪市生野区勝山北） この付近は「桑津街道」「鶴橋街道」「俊徳街道」が交わる、かつての交通の要所であった。俊徳街道は手前-右奥方向。ここのすぐ西に「御勝山古墳」がある。

十三街道（じゅうさんかいどう）あるいは 俊徳街道（しゅんとくかいどう） と呼ばれる道は、大阪府大阪市の玉造駅付近あるいは四天王寺南門付近から、十三峠を超え奈良県生駒郡斑鳩町の竜田までを結ぶ街道のこと。
古くは、大阪・玉造と八尾市の玉祖神社を結ぶ道として、玉祖道とも呼ばれた。中世には十三峠道あるいは 俊徳道（しゅんとくみち）、明治時代以降の近世には 『十三街道』『俊徳街道』 と呼ばれるようになった。厳密には、十三街道と俊徳街道は別の街道であるが、地理的・歴史的に一体と見なす場合が多い。

## 概要・歴史

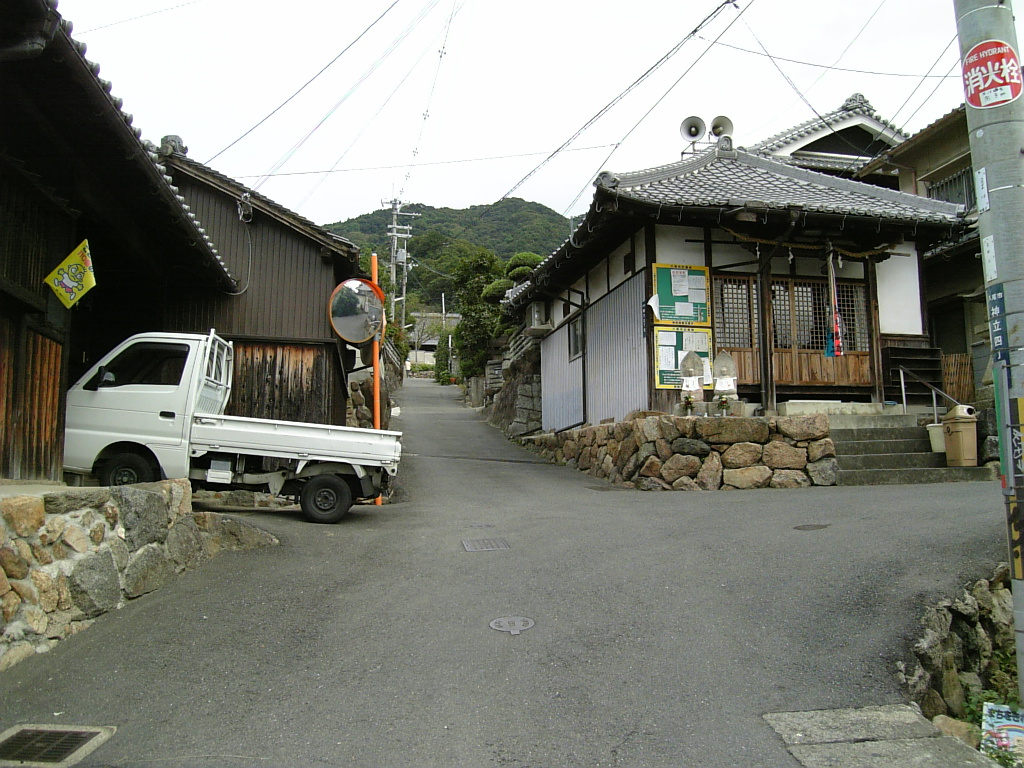
八尾市神立地区の十三街道。この坂道を上がると水呑地蔵院経由で十三峠へ向かう。この写真の辻を右（南）へ逸れると玉祖神社方面へ向かう。

- 古くは、奈良時代の頃から難波・四天王寺と平城京を結ぶ街道のひとつとして整備された。

- 俊徳街道は、現在の大阪市・四天王寺南門付近を起点とし、大阪市内の御勝山古墳の東側、北巽駅付近を経由し、東大阪市の三ノ瀬付近で十三街道に合流する。
- 十三街道は、大阪市内の玉造駅付近からはじまり、東大阪市足代付近で暗越奈良街道と別れて南下し、三ノ瀬付近で俊徳街道に合流する。（合流地点までの経路や合流地点については諸説ありではっきりしないようである。） 俊徳道駅付近を通り、若江南で河内街道と合流、八尾市幸町で河内街道と分かれ、心合寺山古墳の北側、神立地区を経て、十三峠を超え生駒郡平群町福貴畑地区を経由し、平群町役場付近の竜田川沿いで清滝街道と合流（重複）し、斑鳩町の竜田大橋付近で奈良街道に合流する。
- 本街道は、沿道に伝わる様々な伝説との関わりが深い。（後述）

### 玉造と玉祖神社
- 八尾市の神立集落、この街道から少し南に外れた位置に玉祖神社がある。また、この付近には、大和朝廷の頃から曲玉（まがたま）を作っていた玉造部（たまつくりべ）の人々が暮らしていた。 大阪・玉造も同様であり、地理的な関わりも深く、街道を通じて深い交流があったといわれる。

### 在原業平伝説
- 平安時代の歌人・在原業平が竜田から十三峠を越えて枚岡神社に参詣した折に「神立茶屋辻」にあった茶屋の「梅野」という娘に恋をして、八百夜も通いつめたといわれ、『業平の高安通い』として伝えられている。また、この言い伝えにより、在原業平が通ったとされる現在の天理市から十三峠を越えて八尾市に至る道筋を業平道ともいう。
- 玉祖神社には、業平が娘を呼び出すために吹いたという笛が伝えられている。

### 俊徳丸と俊徳道
- 河内国・高安に住んでいた俊徳丸が、高安から四天王寺へ通った道筋といわれ、沿道の広範囲に亘り『俊徳』と冠される施設・旧跡などが点在する。
- 街道から少し南に外れた八尾市山畑地区に、『俊徳丸鏡塚』と呼ばれている塚がある。本来は高安古墳群に含まれる横穴式石室墳であるが、いつしか俊徳丸の伝説と結びついた。

### 水呑地蔵・十三塚
- 八尾市神立・十三峠までの山の中腹に水呑地蔵院があり、本堂に『水呑地蔵』と呼ばれる地蔵菩薩が安置されている。本堂脇の小祠に水壺があり、清水がわき出ている。弘法大師が祈願して得られた霊水といわれており、地元では古くから名水として知られている。
- 十三峠のすぐ北の尾根に『生駒十三峠の十三塚』と呼ばれる塚があり、街道および峠の名はそれに由来している。

## 主な沿道施設・史跡
大阪市
- 御勝山古墳
- 平野川（俊徳橋）
- 城東運河（北巽橋）

東大阪市
- 布施警察署
- 近鉄俊徳道駅
- JR俊徳道駅
- 大阪府立布施工科高等学校
- 近畿大学
- 第二寝屋川

八尾市
- 市立埋蔵文化財調査センター
- 大阪府営高砂住宅

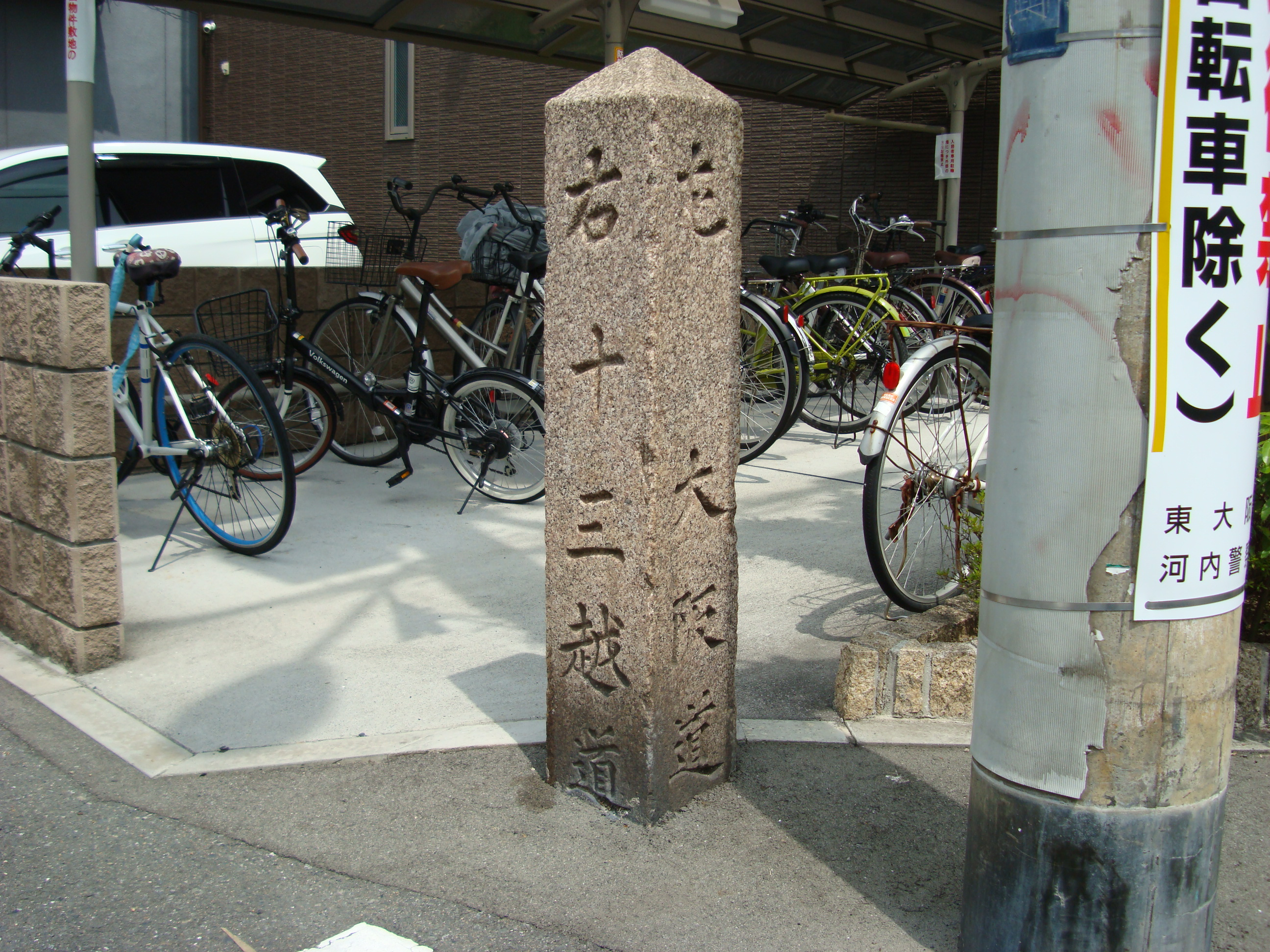
東大阪市若江南町の十三街道と河内街道の交差点。若江鏡神社の南100mほどのところにあり、裏には享和2年（1802年）の銘がある。

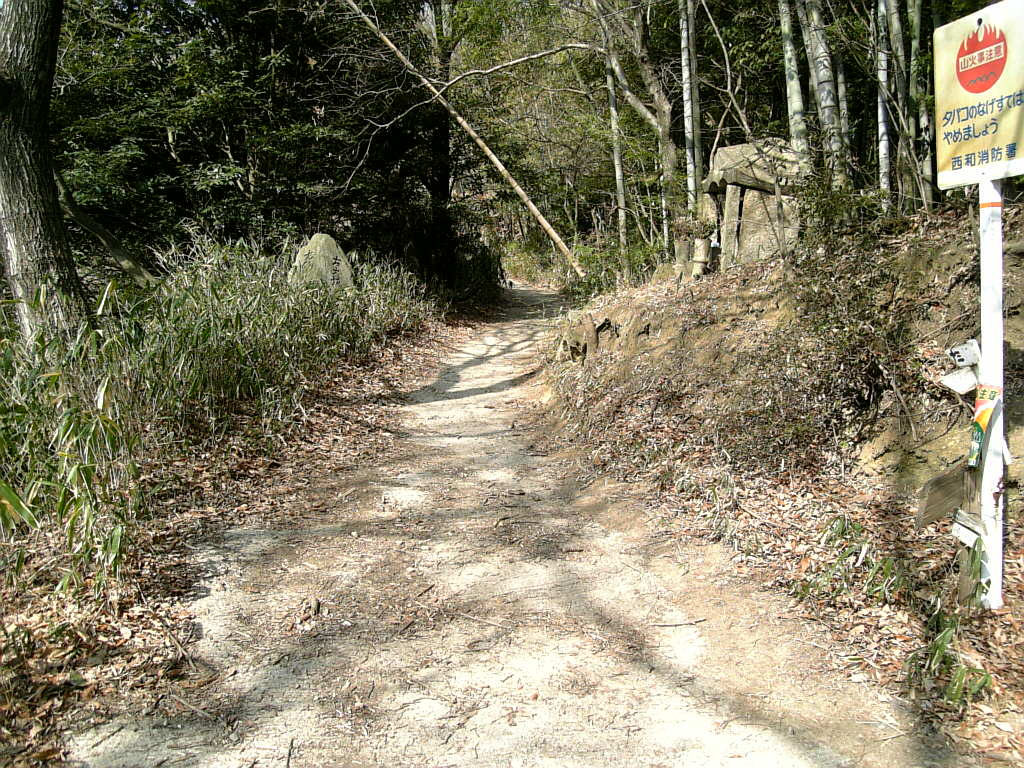
平群町福貴畑地区の「十三街道」と「おおと越」の分岐点。道なりに進むとすぐに十三峠に到達する。おおと越方面は雑草に埋もれて踏破は困難。

- 恩智川（福栄橋）・大阪府立みどり清朋高等学校（東大阪市）
- 心合寺山古墳
- 水呑地蔵院

平群町
- 十三峠
- 生駒十三峠の十三塚
- 大石橋
- 平群町立平群西小学校
- 竜田川

## 脚註
1. ↑  杉山三記雄著 「河内の街道を歩く① 東高野街道 -生駒山西麓編-」： 59ページ（Googleブック検索）

## 参考資料
- 武藤善一郎著「大阪の街道と道標」改訂版 (ISBN 4-88325-203-5)

- 杉山三記雄著 「河内の街道を歩く② 俊徳街道・十三街道」 (ISBN 4-925170-31-7)